# Impedenza immagine
L'impedenza immagine è un concetto utilizzato nella progettazione e nell'analisi delle reti elettroniche, specialmente nella progettazione di filtri. Il termine impedenza immagine si applica all'impedenza vista nella porta di una rete. Generalmente è implicito riferirsi una rete due porte ma il concetto può essere esteso a reti con più di due porte. La definizione di impedenza immagine per una rete a due porte corrisponde all'impedenza, Zi 1, vista nella porta 1 quando la porta 2 viene terminata con l'impedenza immagine, Zi 2, per la porta 2. In generale, le impedenze immagine delle porte 1 e 2 non saranno uguali a meno che la rete non sia simmetrica (o antisimmetrica) rispetto alle porte.

## Derivazione

Semplice rete a 'L' con impedenza Z in serie e ammettenza Y in shunt. Sono mostrate le impedenze immagine Z_{i 1} e Z_{i 2}

Rappresentazione di come una sezione a T è ottenuta da due semisezioni a L in cascata. Z_{i 2} e Z_{i 2} si trovano di fronte per fornire le impedenze di adattamento

Rappresentazione di come una sezione a Π (pi greco) è ottenuta da due semisezioni a L in cascata. Z_{i 1} e Z_{i 1} si trovano di fronte per fornire le impedenze di adattamento

Come esempio, sotto è illustrata la derivazione delle impedenze immagine di una semplice rete a 'L'. La rete a L consiste di un'impedenza, Z, in serie e un'ammettenza, Y, in shunt.
Qui la difficoltà è che allo scopo di trovare Zi 1 è necessario prima terminare la porta 2 con Zi 2. Tuttavia, in questa fase, anche Zi 2 è un'incognita. Il problema viene risolto terminando la porta 2 con una rete identica: la porta 2 della seconda rete viene connessa alla porta 2 della prima rete e la porta 1 della seconda rete viene terminata con Zi 1. In questo modo, la seconda rete sta terminando la prima in Zi 2 come richiesto.  Matematicamente, ciò è equivalente a eliminare una variabile da un sistema di equazioni simultanee. Questa rete può ora essere risolta per Zi 1. Scrivendo l'espressione per l'impedenza di ingresso si ha:
{\displaystyle Z_{i1}=Z+{\frac {1}{2Y+{\frac {1}{Z+Z_{i1}}}}}}
e risolvendo per {\displaystyle Z_{i1}},
{\displaystyle Z_{i1}^{2}=Z^{2}+{\frac {Z}{Y}}}
Zi 2 può essere trovata con un procedimento simile, ma risulta più semplice da trattare in termini del reciproco, cioè di ammettenza immagine Yi 2,
{\displaystyle Y_{i2}^{2}=Y^{2}+{\frac {Y}{Z}}}
Inoltre, da questa espressione si può vedere che le due impedenza immagine sono correlate l'una con l'altra essendo:
{\displaystyle {\frac {Z_{i1}}{Y_{i2}}}={\frac {Z}{Y}}}

## Misura
Misurare direttamente l'impedenza immagine regolando le terminazioni non è conveniente dal punto di vista iterativo e richiede componenti regolabili di precisione per effettuare la terminazione. Una tecnica alternativa per determinare l'impedenza immagine della porta 1 consiste nel misurare l'impedenza di cortocircuito ZCC (cioè, l'impedenza di ingresso della porta 1 quando la porta 2 è cortocircuitata) e l'impedenza a circuito aperto ZCA (l'impedenza di ingresso della porta 1 quando la porta 2 è aperta).  L'impedenza immagine è alloara data da:
{\displaystyle Z_{i1}={\sqrt {Z_{\mathrm {CC} }Z_{\mathrm {CA} }}}}
Questo metodo non richiede alcuna conoscenza preliminare della topologia della rete da misurare.

## Utilizzo nella progettazione di filtri
Quando viene utilizzata nella progettazione di filtri, la rete a L analizzata sopra viene solitamente definita semisezione. Due semisezioni in cascata daranno luogo o a una sezione a T o a una sezione a Π (pi greco) a seconda di quale porta della sezione a L preceda l'altra.  Ciò porta alla terminologia secondo la quale Zi T significa Zi 1 nell'analisi fatta sopra e Zi Π significa Zi 2.

## Relazione con l'impedenza caratteristica
L'impedenza immagine è un concetto simile a quello di impedenza caratteristica usato nell'analisi delle linee di trasmissione. Infatti, nel caso limite di una catena di reti in cascata dove le dimensioni di ogni singola rete si avvicinino a un elemento infinitamente piccolo, il limite matematico dell'espressione dell'impedenza immagine è l'impedenza caratteristica della catena. In pratica:
{\displaystyle Z_{i}^{2}\rightarrow {\frac {Z}{Y}}}
La connessione tra le due può essere vista ulteriormente notando una definizione alternativa, ma equivalente, di impedenza immagine. Secondo questa definizione, l'impedenza immagine di una rete è l'impedenza di ingresso di una catena di lunghezza infinita di reti identiche in cascata (con le porte disposte in modo tale che le impedenze simili siano rivolte una verso l'altra). Ciò è analogo, in modo diretto, alla definizione di impedenza caratteristica come impedenza di ingresso di una linea di lunghezza infinita.
Viceversa, è possibile analizzare una linea di trasmissione con componenti concentrati, come quando si utilizzano bobine di carico, in termini di un filtro con impedenza immagine.

## Funzione di trasferimento
La funzione di trasferimento della semisezione, come l'impedenza immagine, viene calcolata per una rete terminata nelle sue impedenze immagine (o, equivalentemente, per una sezione singola, in una catena di lunghezza infinita di sezioni identiche) ed è data da:
{\displaystyle A(i\omega )={\sqrt {\frac {Z_{I2}}{Z_{I1}}}}e^{-\gamma }}
dove {\displaystyle \gamma } è detta funzione di trasmissione, funzione di propagazione o parametro di propagazione ed è data da:
{\displaystyle \gamma =\sinh ^{-1}{\sqrt {ZY}}}
Il termine {\displaystyle {\sqrt {\frac {Z_{I2}}{Z_{I1}}}}} rappresenta il rapporto di tensione che verrebbe osservato se venisse trasferita la potenza massima disponibile dalla sorgente al carico. Sarebbe possibile assorbire questo termine nella definizione di {\displaystyle \gamma } e in alcune trattazioni viene utilizzato questo approccio. Nel caso di una rete con impedenze immagine simmetriche, come una catena di un numero pari di sezione a L identiche, l'espressione si riduce a:
{\displaystyle A(i\omega )=e^{-\gamma }\,\!}
In generale {\displaystyle \gamma } è un numero complesso tale che:
{\displaystyle \gamma =\alpha +i\beta \,\!}
La parte reale di {\displaystyle \gamma } rappresenta un parametro di attenuazione, {\displaystyle \alpha } espresso in neper, mentre la parte immaginaria rappresenta un parametro di cambiamento di fase, {\displaystyle \beta } espresso in radianti. I parametri di propagazione per una catena di n semisezioni, a condizione che l'impedenza di uscita di ciascuna sia uguale all'impedenza d'ingresso della successiva, è data da:
{\displaystyle \gamma _{n}=n\gamma \,\!}
Come per l'impedenza immagine, i parametri di propagazione si avvicinano a quelli di una linea di trasmissione se la sezione del filtro diventa infinitamente piccola, ottenendo:
{\displaystyle \gamma \rightarrow {\sqrt {ZY}}}
dove {\displaystyle \alpha }, {\displaystyle \beta }, {\displaystyle \gamma }, {\displaystyle Z} ed {\displaystyle Y} ora sono tutti misurati per metro invece che per semisezione.

## Relazione con i parametri di una rete due porte

### Parametri ABCD
Per una rete due porte talvolta si considerano i parametri ABCD.
Data una rete due porte, indichiamo con
{\displaystyle V_{1}}, la tensione ai capi della porta 1 (ingresso)
{\displaystyle I_{1}}, la corrente nella porta 1
{\displaystyle V_{2}}, la tensione ai capi della porta 2 (uscita)
{\displaystyle I_{2}}, la corrente nella porta 2
I parametri ABCD sono definiti mediante la seguente relazione matriciale:
{\displaystyle {\begin{bmatrix}V_{1}\\I_{1}\end{bmatrix}}={\begin{bmatrix}A&B\\C&D\end{bmatrix}}{\begin{bmatrix}V_{2}\\-I_{2}\end{bmatrix}}}
dove
{\displaystyle {\begin{aligned}A\,&{\stackrel {\text{def}}{=}}\,\left.{\frac {V_{1}}{V_{2}}}\right|_{I_{2}=0}&\qquad B\,&{\stackrel {\text{def}}{=}}\,\left.-{\frac {V_{1}}{I_{2}}}\right|_{V_{2}=0}\\C\,&{\stackrel {\text{def}}{=}}\,\left.{\frac {I_{1}}{V_{2}}}\right|_{I_{2}=0}&\qquad D\,&{\stackrel {\text{def}}{=}}\,\left.-{\frac {I_{1}}{I_{2}}}\right|_{V_{2}=0}\end{aligned}}}
Per i quardipoli detti reciproci {\displaystyle \scriptstyle AD-BC=1}.
Per i quardipoli reciproci ({\displaystyle \scriptstyle AD-BC=1}), le impedenze immagine possono essere espresse in termini di parametri ABCD come:
{\displaystyle Z_{I1}={\sqrt {\frac {AB}{CD}}}}
{\displaystyle Z_{I2}={\sqrt {\frac {DB}{CA}}}}.
Il parametro di propagazione immagine, {\displaystyle \gamma }, può essere espresso come:
{\displaystyle \gamma =\cosh ^{-1}{\sqrt {AD}}}.
Si noti che il parametro di propagazione immagine per un segmento di linea di trasmissione è equivalente alla costante di propagazione della linea di trasmissione moltiplicata per la lunghezza.